# Rías Baixas
Rías Baixas är en kust i Spanien. Den ligger i den nordvästra delen av landet, 500 km väster om huvudstaden Madrid.